# Potchefstroom
Potchefstroom é uma cidade acadêmica situada às margens do rio Mooi, 120 km a sudoeste de Joannesburgo, na Província Noroeste, criada em 1994 após o fim do Apartheid, na África do Sul.
Fundada em 1838, a cidade é o mais antigo assentamento populacional de descendentes de europeus no então Transvaal sul-africano e foi a primeira capital da República Sul-Africana.
Em dezembro de 1880, foram disparados na cidade os primeiros tiros da Primeira Guerra dos Boers, quando estes cercaram o velho forte da cidade. Durante a Segunda Guerra dos Boeres, os militares britânicos construiram ali um campo de concentração onde instalaram mulheres, crianças e velhos boeres.
A municipalidade de Potchefstroom, que engloba diversos assentamentos em sua vizinhança, tem uma população atual de cerca de 130 mil habitantes, dos quais 30% negros e 70% brancos, com pequena participação de descendentes de asiáticos.
A cidade é conhecida como uma cidade acadêmica por sediar a Universidade do Noroeste, uma das maiores da África do Sul, frequentada por 32 mil estudantes matriculados, além de possuir Colégios de alta qualidade. 
Potchefstroom também é famosa por ser o principal centro esportivo da província, sediando associações representantes de 17 esportes e possui modernas estádios para a prática esportiva, sendo mais conhecido deles o Oval Kenneth McArthur, um estádio de atletismo em homenagem ao ex-policial da cidade que em 1912 ganhou a medalha de ouro na maratona dos Jogos Olímpicos de Estocolmo.